# Samuel Di Carmine
Samuel Di Carmine (ur. 20 września 1988 we Florencji) – włoski piłkarz grający na pozycji napastnika w Catanii.